# MySource Matrix
Squiz Matrix CMS – system zarządzania treścią klasy enterprise. Wersję autoryzowaną dostarcza firma Squiz.
Jest to elastyczna platforma do zarządzania aplikacjami internetowymi, takimi jak: strony internetowe, intranetowe i ekstranetowe, odpowiadająca potrzebom najbardziej wymagających klientów. System Squiz Marix napisany jest w PHP.

## Cechy
- System bazujący na przeglądarce internetowej
- Optymalizacja dla wyszukiwarek internetowych SEO
- Skalowalny
- Strony publikowane za pomocą platformy spełniają kryteria dostępności określone przez wytyczne W3C
- Dodawanie standardowych schematów metadanych, takich jak AGLS i Dublin Core lub możliwość tworzenia nowych
- System umożliwia wersjonowanie, a każda dokonana zmiana generuje wpis w logu kontrolnym, który można przejrzeć w dowolnym momencie w przyszłości
- Zaawansowany workflow umożliwia określenie procedur tworzenia i publikacji treści, aby zapobiegać przypadkowej lub błędnej publikacji

Squiz Matrix używa na całym świecie wiele firm, instytucji, oraz organizacji. Na użycie Squiz Matrix zdecydowali się m.in.: Oxford University, rząd Australii, a w Polsce Wojewódzki Urząd Pracy w Katowicach oraz Uniwersytet im. Adama Mickiewicza w Poznaniu.